# Elise von Jung-Stilling
Elise von Jung-Stilling (* 21. September 1829 in Mitau, Russisches Kaiserreich; † 23. Juli 1904 in St. Peters-Kapelle, Lettland) war eine deutsch-baltische Malerin und Kunstpädagogin.

## Leben
Jung-Stilling war eine Tochter von Arnold Friedrich von Jung-Stilling (1795–1853), Gouverneurspostmeister in Mitau (Kurland), und dessen Ehefrau Amalie von Arnold (1806–1859). Ihr Großvater Johann Heinrich Jung-Stilling war Augenarzt und Schriftsteller, ihre ältere Schwester Amalie (1828–1905) wurde später Konzertpianistin.
Ihre Schulbildung erhielt Jung-Stilling durch Hauslehrer und Gouvernanten, teilweise zusammen mit ihrer Schwester Amalie. Für ihren ersten künstlerischen Unterricht kam
der Maler Julius Döring zu Privatstunden in ihr Elternhaus. Später gab sie selber Mal- und Zeichenunterricht, erst Privatstunden, dann auch als Lehrerin an verschiedenen Einrichtungen. Zur Weiterbildung besuchte sie, meist in den Sommerferien, mit Dörings Unterstützung Dresden und wurde dort Schülerin von Adolf Ehrhardt an der Kunstakademie. Nach ersten Erfolgen bei kleineren Ausstellungen der Akademie wechselte Jung-Stilling ebenfalls den Sommer über nach München in das Atelier von Alexander Liezen-Mayer.
Später kehrte Jung-Stilling in ihr Elternhaus nach Mitau zurück. Nach dem Tod ihrer Eltern ließ sie sich in Riga nieder und gab dort Privatstunden im Malen und Zeichnen. 1863 verpflichtete die Stadt Riga Jung-Stilling als Zeichenlehrerin an die Städtische Schule für höhere Töchter. 1873 gründete Jung-Stilling die „Jung-Stillingsche Zeichen- und Malschule“ in Riga, eine private unabhängige Malschule nur für Frauen. Nach sechs Jahren wurde diese Schule staatlich anerkannt und finanziell unterstützt.
Zusammen mit ihrer Schwester Amalie führte Jung-Stilling in Riga ein gastfreundliches Haus und ihr regelmäßiger Salon wurde schon bald weit über Riga bekannt. Bekannte Gäste waren neben anderen auch Max Bruch, Clara Schumann und Richard Wagner.
Elise von Jung-Stilling starb 1904 in St. Peters-Kapelle und fand dort auch ihre letzte Ruhestätte. Nach ihrem Tod führte die Stadt Riga ihre Zeichen- und Malschule als städtische Kunstakademie weiter.

## Schüler (Auswahl)
- Eva Margarethe Borchert-Schweinfurth  (1878–1964)
- Alice Dannenberg (1861–1948)
- Selma Des Coudres (1883–1956)
- Martha Unverhau (1868–1947)